# Trocknung

Veranschaulichung verschiedener Trocknungsverfahren

Unter einer Trocknung oder Austrocknung oder Exsikkation versteht man allgemein den Entzug von Flüssigkeiten aus einem Stoff oder Gegenstand, dem Trockengut, durch Verdunstung, Verdampfung, den Einsatz von Trocknungsmitteln oder anderen technischen wie chemischen Anwendungen. Merkmal einer Trocknung ist daher die Verringerung der Feuchtigkeit (Feuchteentzug, Entfeuchtung) durch eine in der Regel thermisch-physikalische Umwandlung der Flüssigkeit (meist eine Phasenumwandlung in den gasförmigen Zustand).
Bei der Flüssigkeit handelt es sich meist um Wasser, weshalb man auch oft von einem Wasserentzug spricht. Dieser Begriff ist jedoch nicht deckungsgleich zur Trocknung, da er auch eine mechanische bzw. gravitative Entwässerung (mechanische Entfeuchtung) mit einschließt.
Es empfiehlt sich bei technischen Anwendungen, wenn möglich, eine mechanische Entfeuchtung vorzuschalten, da die mechanischen Verfahren in der Regel bezüglich des Energieaufwands günstiger (ungefähr 1/10 der Energiekosten) sind.
Das technische Anwendungsgebiet, das sich mit der Trocknung von Materialien befasst, ist die Trocknungstechnik. Apparate für Trocknungsaufgaben sind unter dem Begriff Trockner kurz beschrieben.
Grundlage der Trocknung mit Luft als Trocknungsmedium bei Konvektion ist der Dampfdruck der Flüssigkeit bei einer bestimmten Temperatur und bestimmtem Druck. Entspricht der Gehalt der Flüssigkeit in der Atmosphäre dem Dampfdruck (oder überschreitet ihn), so ist keine Trocknung (Verdunstung) möglich. Ist weniger Flüssigkeit enthalten, hängt es vom treibenden Konzentrationsgefälle und vom Gasaustausch (Wind, Oberfläche …) ab, wie schnell die Trocknung voranschreitet. Mit höherer Temperatur steigt in der Regel der Dampfdruck, die Trocknung ist begünstigt. Mit sinkendem Druck steigt für die Flüssigkeit der mögliche Anteil in der Atmosphäre. Für wichtige Flüssigkeiten, insbesondere für Wasser, gibt es Diagramme und Tabellen, die für die technische Beherrschung der Trocknung zu Rate gezogen werden können. Das wichtigste Diagramm hierfür ist das Mollierdiagramm für feuchte Luft.
Grundlage der Trocknung mit überhitztem Dampf als Medium ist das Temperaturgefälle (die sogenannte Überhitzung) und das Konzentrationsgefälle zwischen dem Trocknungsmedium und der Flüssigkeit. Entscheidender Unterschied zur Lufttrocknung ist der fehlende Diffusionsübergang. Das verdampfende Wasser muss ab dem Erreichen der Sattdampftemperatur lediglich seinen Aggregatzustand ändern und sich nicht in der Luft lösen.

## Technische Trocknungsverfahren
Die hohe Abhängigkeit der Trockengeschwindigkeit von der Temperatur macht man sich in Darren, Trocknungskammern, Trockenschränken und Wäschetrocknern zunutze. Es finden jedoch auch die mit einer Temperaturerhöhung verbundenen Trockenprozesse der Teigtrocknung, Filmtrocknung und Sprühtrocknung eine Anwendung. Weitere Verfahren sind die im Folgenden dargelegten Prozesse der Gefriertrocknung, überkritischen Trocknung und Mikrowellentrocknung.

### Gefriertrocknung

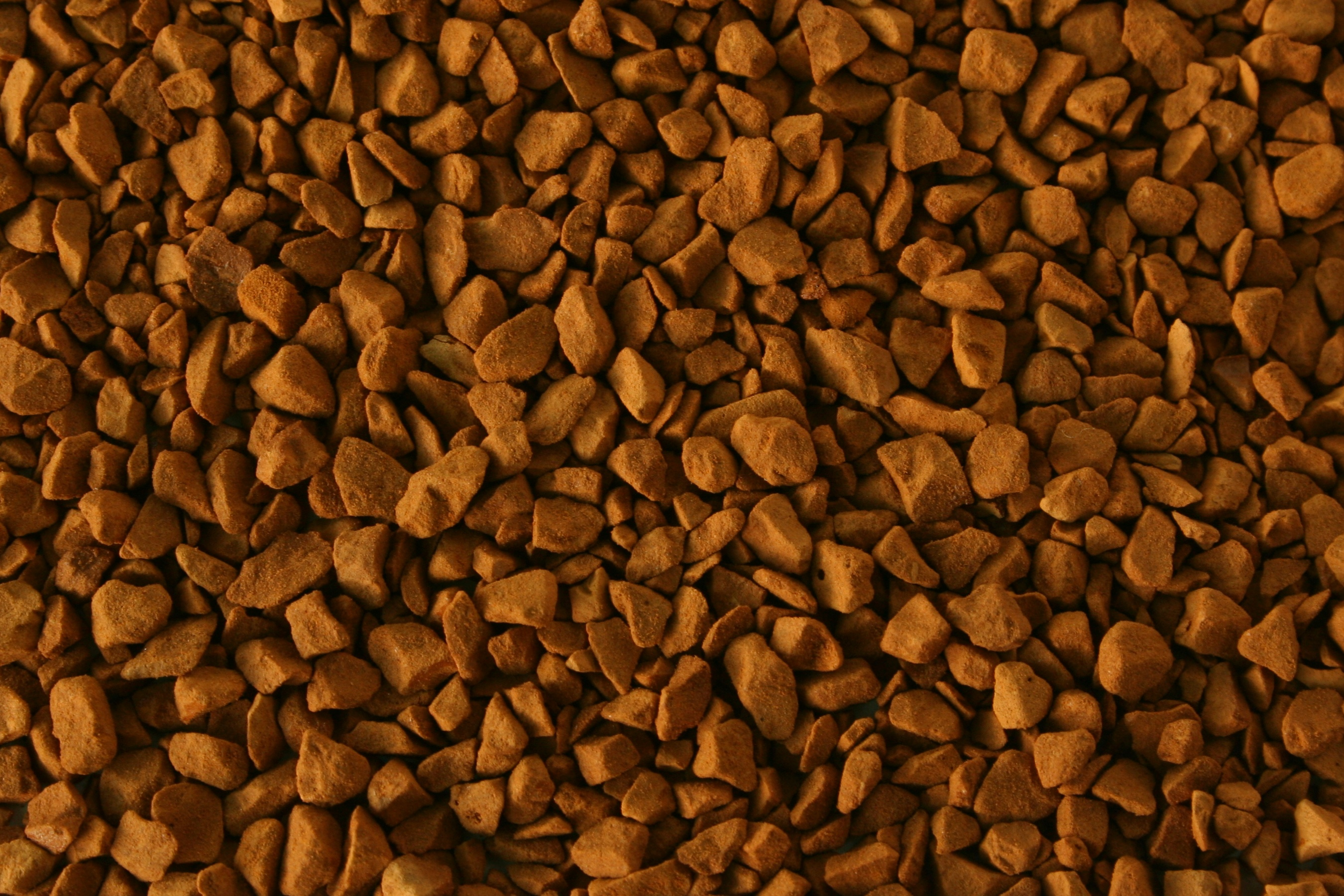
Gefriergetrockneter löslicher Kaffee

Bei der Gefriertrocknung wird das zu trocknende Gut zunächst gefroren. Das Wasser geht anschließend vom festen Zustand direkt in den gasförmigen über – es sublimiert. Einer der Vorteile besteht darin, dass das zu trocknende Gut im gefrorenen Zustand konserviert ist. Wirtschaftlich bedeutend ist die Herstellung von gefriergetrocknetem löslichem Kaffee. Ein exotisches Beispiel der Anwendung dieser schonenden Trocknungsmethode ist die Restaurierung von historischen Dokumenten aus Papier nach dem Elbhochwasser 2002.

### Überkritische Trocknung
Wie die Gefriertrocknung geht auch die überkritische Trocknung einen Umweg um die Verdampfung, jedoch indem mit hohen Drücken und Temperaturen der kritische Punkt überschritten wird. Grundprinzip ist, dass der Stoff zunächst vom flüssigen in den überkritischen Zustand versetzt wird und hiernach bei konstanter Temperatur den Druck auf den Umgebungsdruck überführt. Eine Phasengrenze passiert man dabei im Unterschied zur unterkritischen Trocknung und auch Gefriertrocknung nicht, da eine Unterscheidung zwischen Gas und Flüssigkeit nicht möglich ist.

### Mikrowellentrocknung
Bei der Mikrowellentrocknung wird eine nasse Bausubstanz direkt entfeuchtet. Dies geschieht durch die Bestrahlung mit hochenergetischen Mikrowellen, die eine Bewegung der Wassermoleküle im Inneren der Bausubstanz auslösen. Die hierbei entstehende Reibungswärme trocknet die Bausubstanz von innen nach außen. Bei lebenden Organismen ist dieses Verfahren tödlich.

### Kondensationsverfahren
Kondenstrockner entziehen der Luft Feuchtigkeit, indem diese unter den Taupunkt abgekühlt und über ein Wärmerückgewinnungsregister wieder erwärmt wird: Feuchte Raumluft wird durch einen im Gerät eingebauten Ventilator angesaugt. Die Luft wird über ein Kühlteil (dem sogenannten Verdampfer) geführt. Daran wird die Luft schockartig so weit abgekühlt, dass deren Taupunkt unterschritten wird. Da kalte Luft kaum Feuchtigkeit speichern kann, kondensiert die Feuchtigkeit an der kalten Oberfläche.
Das physikalische Funktionsprinzip kann man auch im Sommer beobachten, wenn man eine kalte Flasche aus dem Kühlschrank nimmt und damit ins Freie geht – am Glas bilden sich Wassertröpfchen, da die Umgebungstemperatur sich an der kalten Oberfläche abkühlt. Dasselbe Prinzip wird hier angewandt.
Im tiefen Temperaturbereich bildet sich an dieser Kühlfläche ein Eisfilm. Da fast jeder Lufttrockner mit einer Abtauautomatik ausgestattet ist, schaltet der Trockner je nach Bedarfsfall diese Abtaufunktion ein – das Eis wird verflüssigt und sammelt sich im Behälter. Die getrocknete Luft passiert im Trocknungsgerät einen „Wiedererwärmungsteil“ und tritt trocken und temperiert an der Frontseite des Gerätes aus.
Das sich bildende Kondensat wird in einem Wasserbehälter gesammelt oder kann über eine Schlauchleitung direkt abgeführt werden.

### Vakuumtrocknung
Bei der Vakuumtrocknung wird das Trockengut einem Unterdruck ausgesetzt, was den Siedepunkt reduziert und somit auch bei niedrigen Temperaturen zu einer Verdampfung des Wassers führt. Die dem Trockengut kontinuierlich entzogene Verdampfungsenthalpie muss bis zur Temperaturkonstanz von außen nachgeführt werden. Angewandt wird dieses schonende Verfahren vor allem bei hitzeempfindlichen Lebensmitteln und Chemikalien. Hierdurch wird außerdem der Gleichgewichtsdampfdruck erniedrigt, was den Kapillartransport begünstigt.
Zur Verbesserung der Trockenwirkung kann man das zu trocknende Gut erwärmen, z. B. in Vakuumtrockenschränken, oder zur Nachtrocknung noch ein Trockenmittel wie P2O5 einbringen, bei kleinen Probemengen geschieht dies in sog. Trockenpistolen.

### Adsorptionstrocknung
Der Adsorptionstrockner wird auch als Sorptionstrockner oder Rotortrockner bezeichnet. Die zu trocknende Luft wird durch einen Ventilator in den Sorptionstrockner geleitet. Im Modul befindet sich ein sich ständig drehendes Trockenrad (der Rotor – deswegen der Name Rotortrockner). Dieses Rad hat eine wabenförmige Struktur und besteht aus vielen axial verlaufenden Kanälen. Durch die hygroskopische Wirkungsweise des Rotormaterials wird der Luft die Feuchtigkeit entzogen. Die Wassermoleküle müssen kontinuierlich aus dem Rotor entfernt („regeneriert“) werden. Zu diesem Zweck wird über einen zweiten Ventilator Luft angesaugt, auf hohe Temperaturen erhitzt und von den anderen Luftströmen getrennt über den Rotor geleitet.
Durch die hohe Temperatur verdampft die Feuchtigkeit des Rotors – der erwärmte Wasserdampf wird über einen Luftschlauch abgeleitet. Dies ist der sogenannte Regenerationsluftstrom. Im Gerät verbleibt die getrocknete Luft – diese wird dem Raum zugeführt (Trockenluftstrom). Mit Prozessluft wird jener Luftstrom bezeichnet, der aus dem Raum in den Rotortrockner geleitet wird (also der „Feuchtluftstrom“).

### Permeationstrocknung mittels Nafion-Membranen
Nafion-Membran ermöglicht die Trocknung von Gasen ohne Kondensieren. Dabei wird nur Wasserdampf aus dem Medium entfernt. Dies bedeutet kein Verlust an auswaschbaren (wasserlöslichen) Komponenten wie HCl, Cl2, H2S, HF, F2, SO2, NO2.

### Granulattrocknung
In einem Behälter befindet sich ein Granulat, das entweder aus Salzkristallen oder chemischen Stoffen besteht. Bei der passiven Granulattrocknung zieht das Granulat die Feuchtigkeit aus der Umgebungsluft. Bei der aktiven Granulattrocknung wird die Luft durch einen Ventilator angesaugt und über das Granulat geleitet.
Das Granulat muss in regelmäßigen Abständen erneuert werden. Oder man verwendet Regenerationsgranulat, dieses muss in regelmäßigen Abständen entnommen und getrocknet werden.

## Lufttrocknung

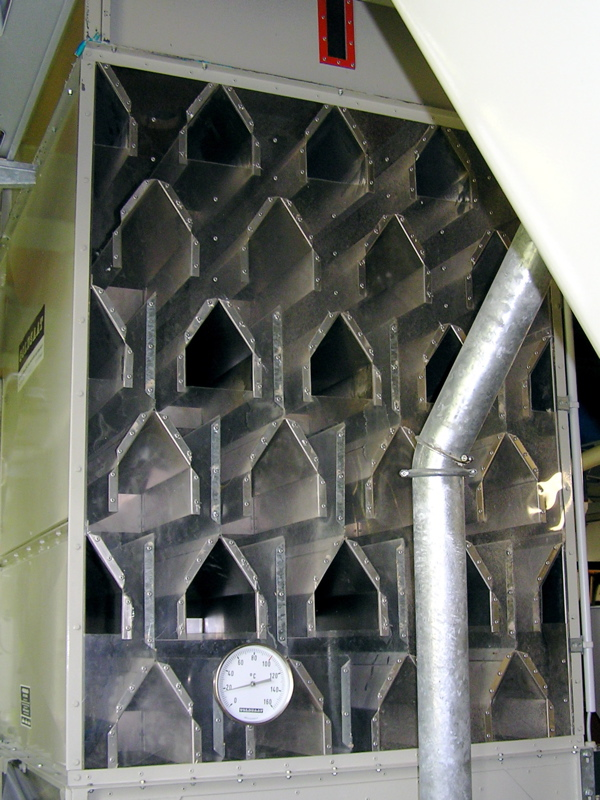
Dächertrockner in einer Getreidemühle

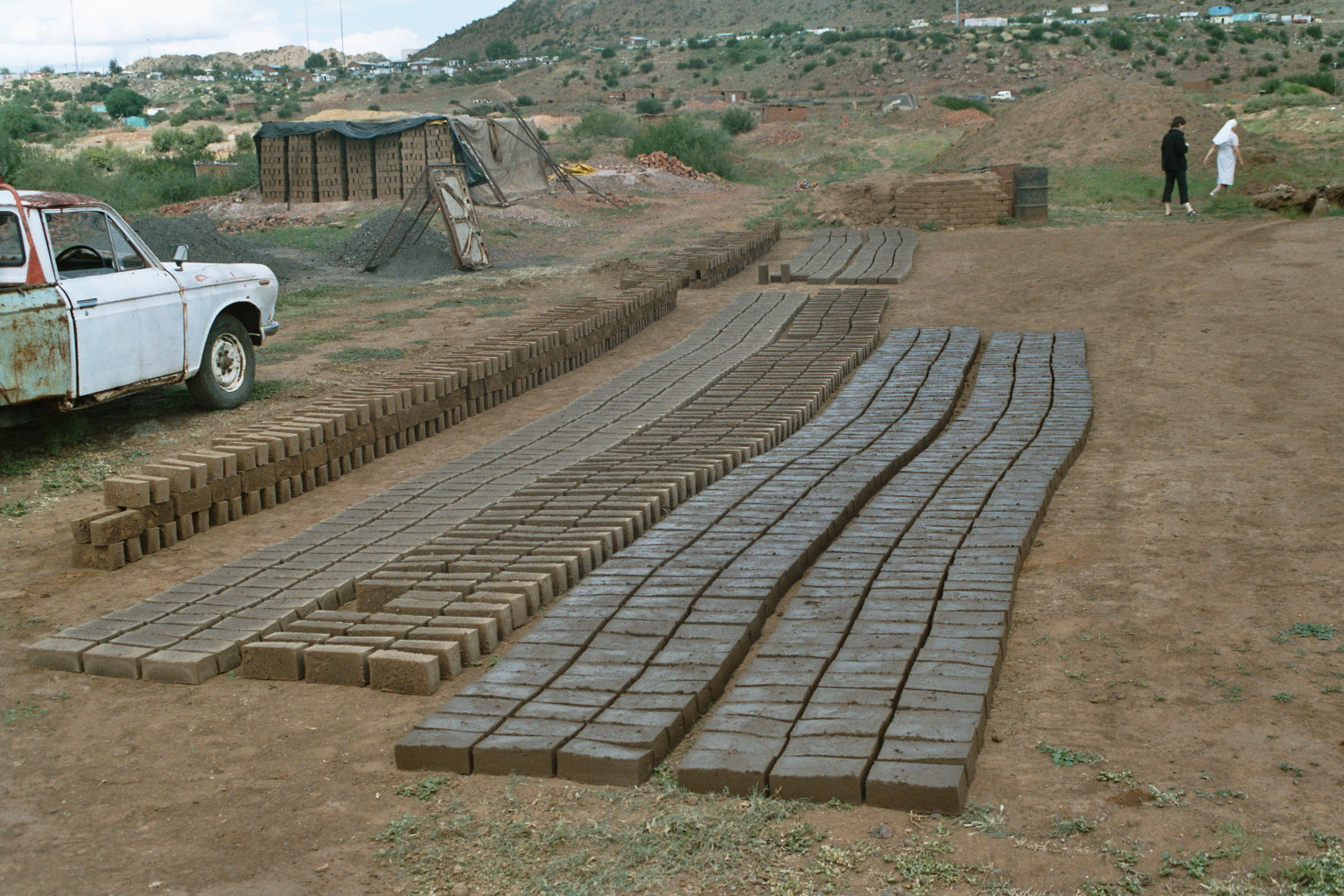
Lufttrocknung von Lehmziegeln

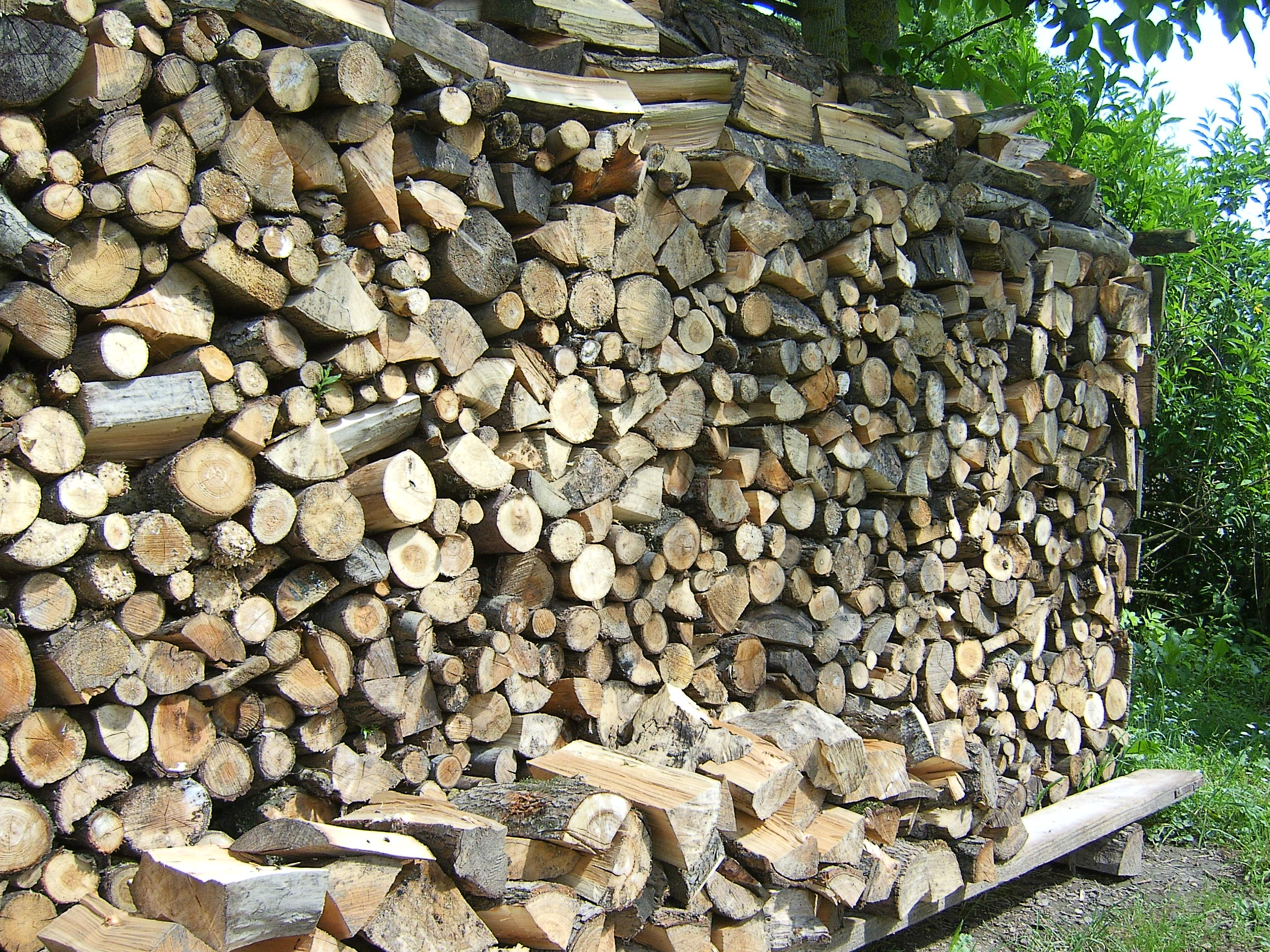
Zur Lufttrocknung gespaltenes und aufgeschichtetes Brennholz

Die Lufttrocknung – mit Einschränkung auch als solare Trocknung bezeichnet – ist ein Überbegriff für alle Trocknungsprozesse an der Luft, also unter atmosphärischen Standardbedingungen. Der Flüssigkeitsentzug erfolgt im Falle des Wassers in der Regel durch Verdunstung. Bei Windstille handelt es sich um eine freie Konvektion, bei Wind um eine erzwungene Konvektion. Faktoren, die die letztendliche Trocknungsgeschwindigkeit bestimmen, sind daher die Temperatur, Windgeschwindigkeit, Luftfeuchtigkeit und die effektive Oberfläche des Trockengutes im Vergleich zu dessen Volumen. Anwendung findet die Lufttrocknung in unterschiedlichsten Bereichen, beispielsweise bei der Trocknung von Gras zu Heu, der Trocknung von Holz, Farbanstrichen, Lacken, Baustoffen (siehe Lehmziegel rechts), Schlämmen und Wäsche (Leine) oder dem Austrocknen von Gewässern und Pfützen. Die Wirbelschichttrocknung grobkristalliner Haufgüter ist ein weiteres Beispiel für ein Trockenverfahren, das auf dem Trockenmittel Luft basiert.

### Lufttrocknung von Lebensmitteln
Für Lebensmittel gibt es verschiedene Arten der Lufttrocknung.

#### Dörren

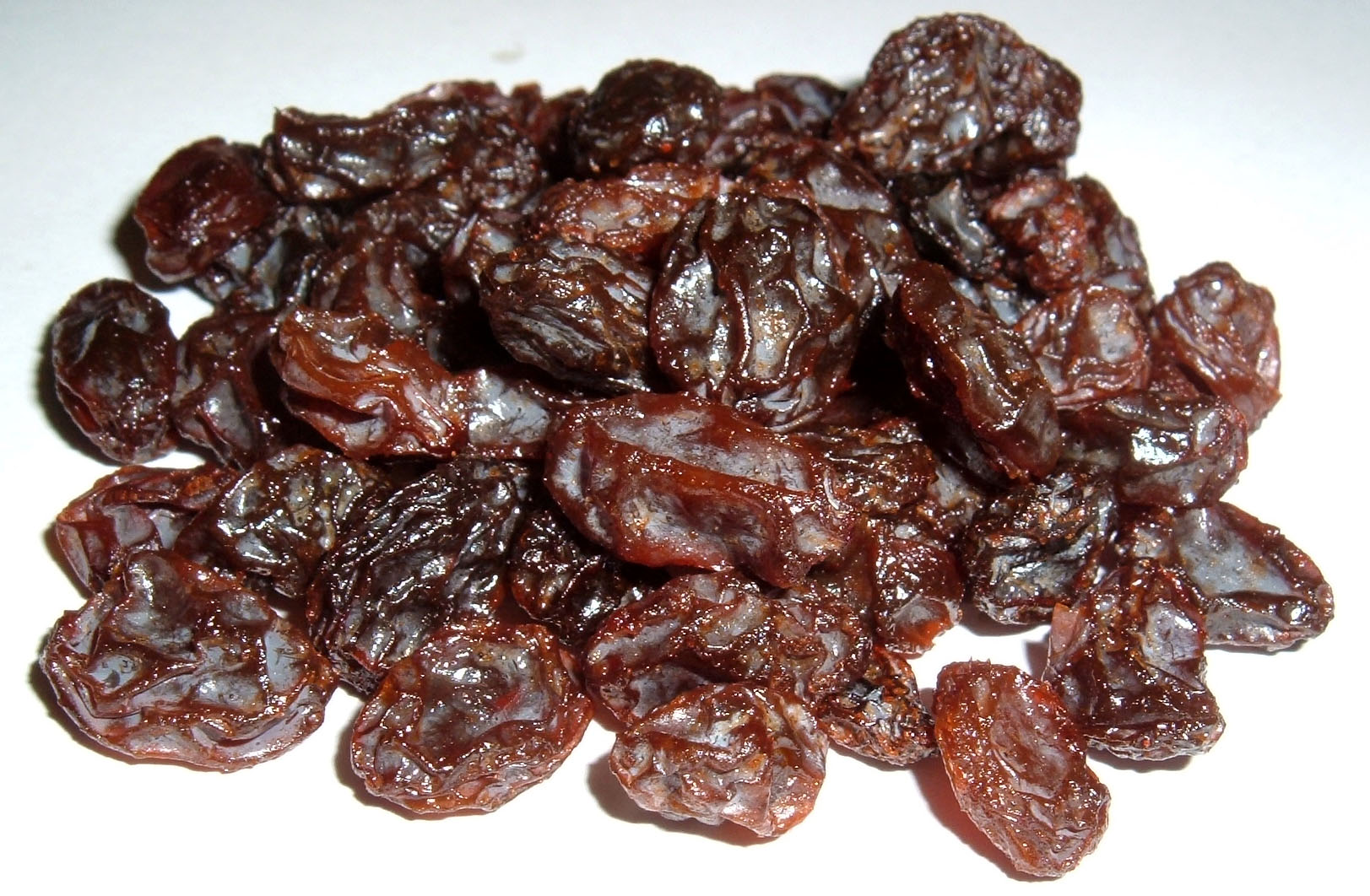
Rosinen

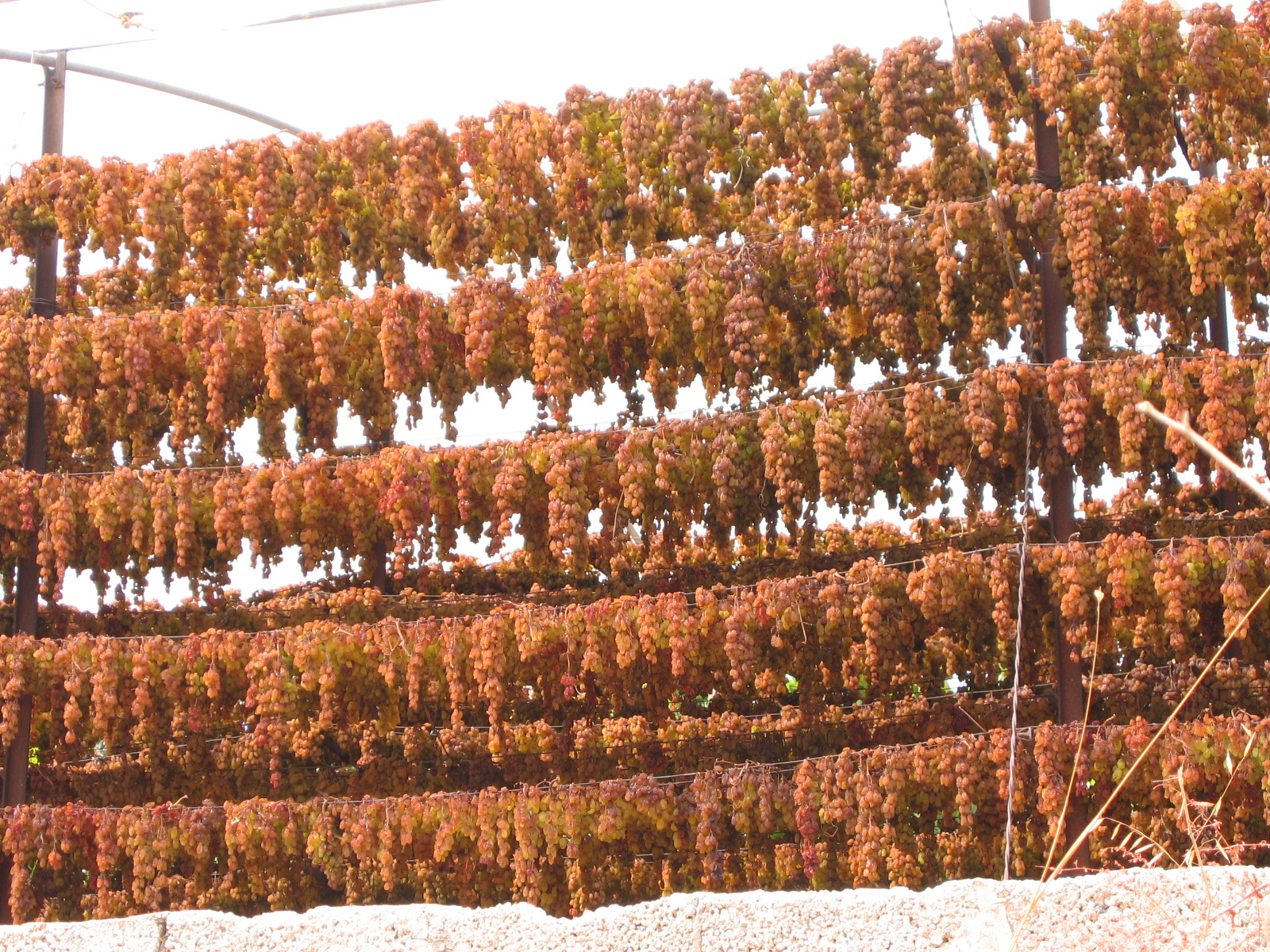
Dörren von Weintrauben

Eine Art der Lufttrocknung von Lebensmitteln ist die Konservierungsform des Dörrens. Dabei wird den Lebensmitteln entweder auf natürliche Weise (Luft und Sonne) oder in so genannten Dörrapparaten durch trockene Luft Wasser entzogen, sodass sich deren Wassergehalt – auf einen Bereich zwischen 15 und 25 Prozent – verringert. Lebensmittel können so für eine längere Zeit haltbar gemacht werden, da sie wesentlich langsamer verderben bzw. verschimmeln. Der Geschmack bleibt erhalten und verstärkt sich teilweise sogar.
Das Dörren wird angewandt für

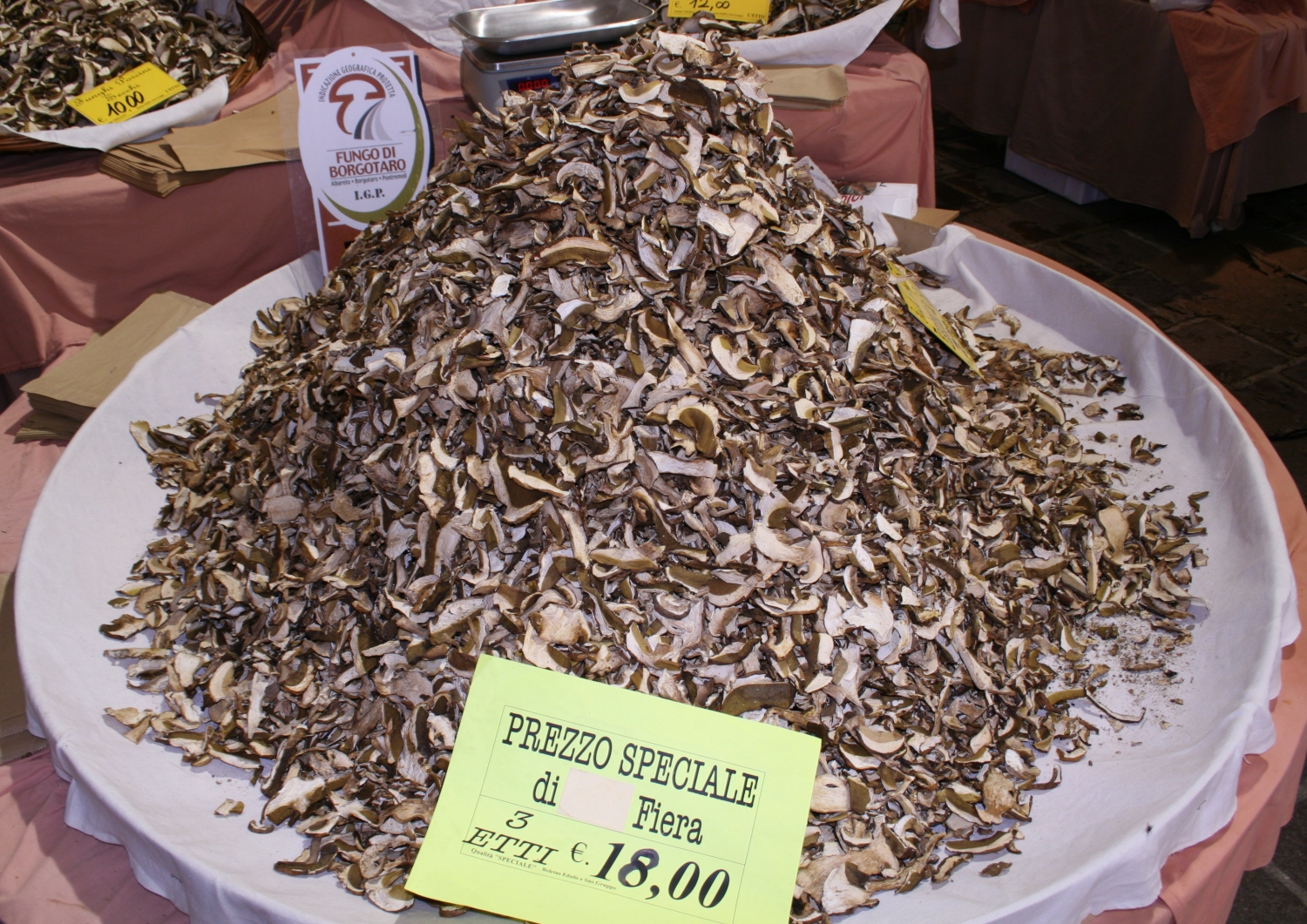
Getrocknete Fichtensteinpilze auf dem Sagra del Fungo (Pilzfestival) in Borgotaro (Italien).

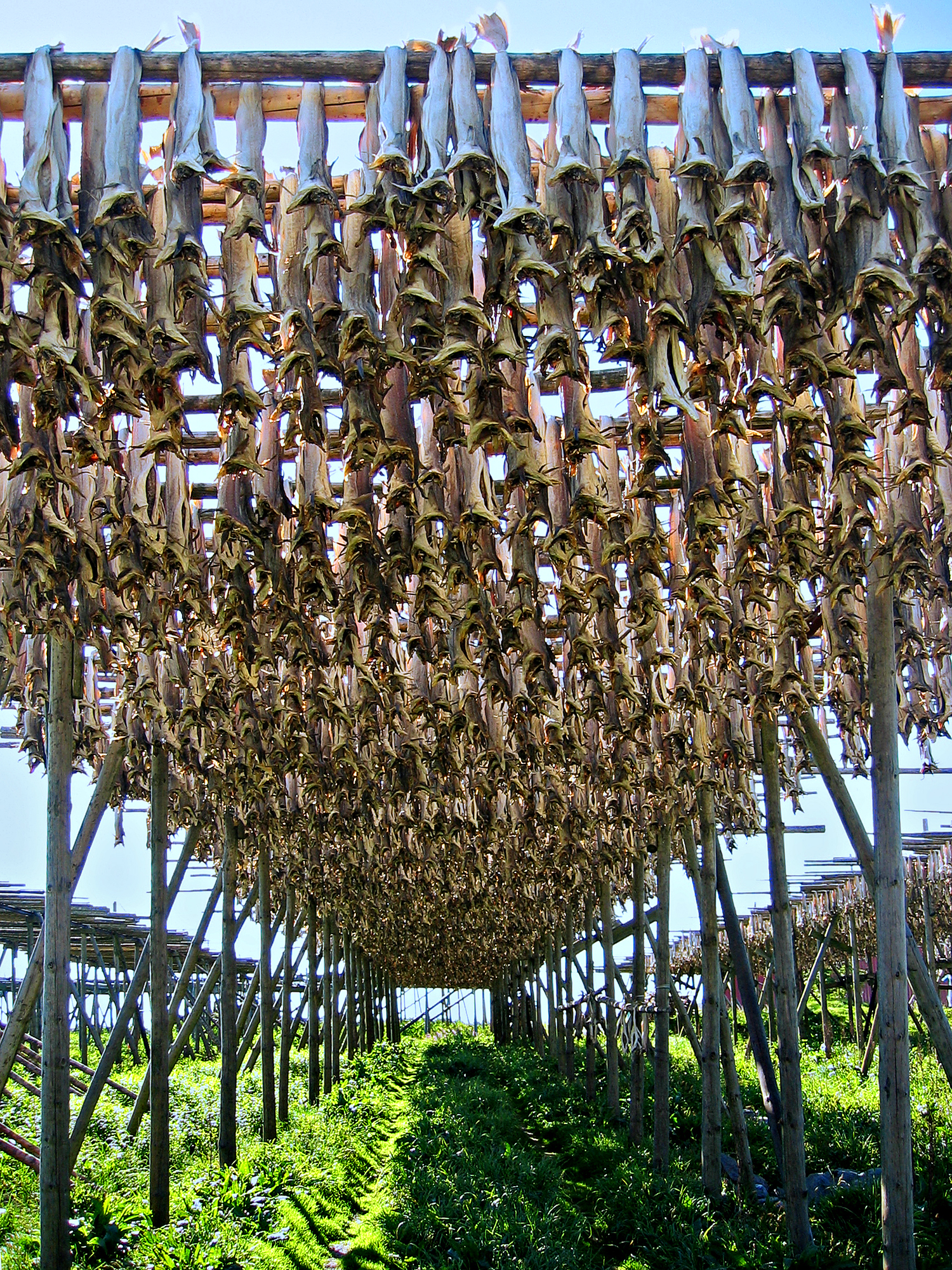
Lufttrocknung von Stockfisch

- Gewürze – Küchenkräuter, Pfeffer, Zimt
- Obst – Rosinen, Trockenpflaumen, Bananenchips – siehe auch Trockenobst
- Hülsenfrüchte – Bohnen, Erbsen, Linsen
- Getreide – möglichst Trocknung auf unter 14 Prozent Feuchtigkeit, typischerweise in Dächertrocknern
- Speisepilze
- Fleisch – Bündnerfleisch, Pemmikan, Biltong – siehe auch Trockenfleisch
- Speisefisch – Stockfisch oder Klippfisch

#### Reifung
Verlieren Lebensmittel durch eine lange Zeit der Reifung an der Luft viel Wasser, dann wird auch dies als Lufttrocknung bezeichnet. Bei der Reifung findet im Lebensmittel eine Fermentation statt, die verhindert, dass sich dort Mikroorganismen vermehren können, die das Lebensmittel verderben würden:
- Fleisch – Rohschinken, Salami, Ahle Wurscht und ähnliche Sur- und Räucherwaren

### Lufttrocknung von Bauwerken
Beim Temperaturanstieg im Sommer verschiebt sich die Kurve des Sättigungsdampfdruckes zu höheren Werten. Ist im Bauteil bereichsweise Kondenswasser enthalten, so muss in diesen Bereichen der vorhandene Dampfdruck p dem Sättigungsdampfdruck ps entsprechen. Es kommt zur Austrocknung. Bei einschichtigen Bauteilen geht man vereinfachend davon aus, dass die Austrocknung aus der Mitte der Durchfeuchtungszone heraus geschieht.
Bei mehrschichtigen Bauteilen mit Tauwasserausfall an den Schichtgrenzen rechnet man mit Austrocknung von den betreffenden Schichtgrenzen aus. Bei einem durchfeuchteten Bereich wählt man als Ausgangspunkt der Trocknung die Bereichsmitte.
Bei sehr großen Temperaturunterschieden zwischen außen und innen kann bei der Austrocknung der Fall eintreten, dass die Austrocknung von neuer Tauwasserbildung in weiter innenliegenden Bereichen begleitet wird. Infolge der verringerten Trocknungsgeschwindigkeit spricht man dann von behinderter Trocknung.
Gemäß DIN 4108, Teil 5, Abschnitt 11.2.3 kann man davon ausgehen, dass Kondensation während der Trocknungsperiode nicht berücksichtigt zu werden braucht.
Im Regelfall werden bei nichtklimatisierten Räumen die vereinfachten Klimabedingungen nach DIN 4108 Teil 3 der Berechnung zugrunde gelegt:
| Klimabedingungen nach DIN 4108, Teil 3                                       |                                                                                    |                 |
| 1. Tauperiode: Dauer 1440h = 60 Tage                                         |                                                                                    |                 |
| Außenklima Innenklima                                                        | −10 °C +20 °C                                                                      | 80 % 50 %       |
| 2. Verdunstungsperiode: Dauer 2160h = 90 Tage                                |                                                                                    |                 |
| 2.1 Wandbauteile und Decken unter nicht ausgebauten Dachräumen               |                                                                                    |                 |
| Außenklima Innenklima Klima im Tauwasserbereich                              | +12 °C +12 °C +12 °C                                                               | 70 % 70 % 100 % |
| 2.2 Dächer, die Aufenthaltsräume gegen die Außenluft abschließen             |                                                                                    |                 |
| Außenklima Temperatur an Dachoberfläche Innenklima Klima im Tauwasserbereich | +12 °C +20 °C +12 °C Temp. entsprechend dem Temperaturgefälle von außen nach innen | 70 % 70 % 100 % |

### Lufttrocknung von Klärschlamm
Hierzu wird der in der Abwasserreinigung anfallende und vorentwässerte Klärschlamm mit Hilfe der natürliche Kraft der Sonne getrocknet. Diese Art von Lufttrocknung nennt man solare Klärschlammtrocknung.
Der Schlamm wird großflächig in eine Trocknungshalle aufgebracht. Diese Halle gleicht einem Gewächshaus und hat eine transparente Gebäudeeindeckung aus Folie, Polycarbonat oder auch Glas.
Die Erwärmung der Trocknungsluft in der Halle erfolgt durch Umwandlung von direkter und diffuser Sonnenstrahlung, dadurch wird sowohl die Luft als auch der lagernde Klärschlamm erwärmt.
Diese Erwärmung erhöht den Dampfdruck im Klärschlamm gegenüber der darüberstehenden Luft und verdunstet (siehe Verdunstung) das Wasser aus dem Klärschlamm.
Ein eingebautes Lüftungssystem in der Halle (realisiert z. B. durch Lüftungsklappen, Ventilatoren) sorgt für einen kontrollierten Luftaustausch. Dadurch wird die feuchte Luft aus der Trocknungshalle abgeführt bzw. ausgetauscht.
Der mögliche Trocknungsgrad des Schlammes ist ausschließlich von der Zeit abhängig. Er gibt an, wie viel Restfeuchte im Schlamm nach dem Trocknen vorhanden ist. Bei genügend langer Aufenthaltsdauer in der Halle erhält man einen Trocknungsgrad im Sommer von ca. 90 %. Im Winter verringert sich der spezifische Wasserentzug je m² Grundfläche, dadurch ist die Verdunstung etwas geringer als Sommer. Es ergibt sich im Winter ein niedriger Trocknungsgrad des Schlamms.
Durch die Trocknung wird ein Granulat erzeugt, welches zum einen als nachwachsender Sekundärbrennstoff
mit einem Heizwert von 8–11 MJ/kg TS (entspricht ca. 2–3 kWh/kg TS; Umrechnung: 1 MJ = 0,2778 kWh) in Kohlekraft- und Zementwerken (als Ersatz für fossile Energieträger) eingesetzt wird, zum anderen auch als Dünger verwendet werden kann. Die größte solare Klärschlammtrocknungsanlage mit 7.200 m² Trocknungsfläche wird zurzeit in Nicaragua nach dem Wendewolf-Verfahren betrieben.

## Trocknung von Lösungsmitteln im chemischen Labor
An organische Lösungsmittel, die man für die Durchführung von chemischen Synthesen oder Analysen benutzt, werden oft hohe Reinheitsanforderungen gestellt, z. B. ein absoluter Ausschluss von Wasser. Je nach Art des Lösungsmittels kommen unterschiedliche Methoden zur Anwendung. Aromatische Kohlenwasserstoffe werden durch Calciumchlorid, Phosphorpentoxid oder metallischem Natrium getrocknet. Alkohole, wie Methanol und Ethanol trocknet man z. B. durch Magnesiumspäne, Tetrahydrofuran wird häufig über Kaliumhydroxid durch Kochen am Rückflusskühler vorgetrocknet und dann durch Einpressen von Natriumdraht feingetrocknet.

### Typische Trocknungsmittel und ihre Besonderheiten
- Wasserfreies Calciumchlorid ist ein sehr beliebtes Trocknungsmittel, da es kostengünstig ist, eine große Wasserspeicherkapazität aufweist und Wasser schnell aus Kohlenwasserstoffen entfernt.[6] Wasserfreies Calciumchlorid wird in Form farbloser Pellets benutzt; nach längerer oder unsachgemäßer Lagerung können die Pellets zu feinem Calciumchloridstaub zerfallen, dieser Staub kann zusammen mit dem Lösungsmittel durch Filterpapier gelangen und so das Lösungsmittel verunreinigen.[6] Wasserfreies Calciumchlorid neigt zur Bildung von Kristallalkoholen, daher kann es nicht zum Trocknen von Alkoholen verwendet werden.[6][7]
- Wasserfreies Natriumcarbonat und wasserfreies Kaliumcarbonat sind nützliche Trocknungsmittel für basische Lösungsmittel.[6] Sie weisen eine mittlere Wasserspeicherkapazität und eine mittlere Entfernungsgeschwindigkeit auf.[6] Bei sauren Lösungsmittel sollte auf diese Trocknungsmittel verzichtet werden.[6]
- Wasserfreies Natriumsulfat ist ein neutrales Trocknungsmittel, das eine hohe Kapazität für Wasser aufweist.[6] Das Trocknen benötigt relativ viel Zeit, dafür ist Natriumsulfat allerdings kostengünstig. Bei der Aufnahme von Wasser bildet sich ein körniges Hydrat, welches leicht abfiltriert werden kann. Über einer Temperatur von 32 °C verliert Natriumsulfat Wasser, daher muss auf die Lösungsmitteltemperatur geachtet werden.[6]
- Wasserfreies Magnesiumsulfat ist ein gutes Allround-Trocknungsmittel, das eine hohe Kapazität für Wasser aufweist.[6] Lösungsmittel werden relativ schnell getrocknet.[6] Da es als feines Pulver eingesetzt wird besteht die Gefahr, dass die Produkte einer Synthese an der Oberfläche adsorbieren, wenn ein Produkt-Lösungsmittelgemisch getrocknet werden soll, durch Waschen mit frischem, trockenem Lösungsmittel ist es möglich etwas Produkt zurückzugewinnen.[6] Für empfindliche, saure Lösungsmittel oder Produkt-Lösungsmittelgemische ist ein anderes Trocknungsmittel zu verwenden.[6]
- Wasserfreies Calciumsulfat ist ein neutrales, gutes Allround-Trocknungsmittel mit einer niedrigen Wasserspeicherkapazität aber schnellen Aufnahme.[6] Vertrieben wird es unter anderem unter dem Markennamen "Drierit", welches mit und ohne Indikator (ein Cobaltsalz) erworben werden kann.[6]